# (32768) Alexandripatov
(32768) Alexandripatov est un astéroïde de la ceinture principale.

## Description
(32768) Alexandripatov est un astéroïde de la ceinture principale. Il fut découvert le 5 septembre 1983 à Naoutchnyï par Lioudmila Jouravliova. Il présente une orbite caractérisée par un demi-grand axe de 2,28 UA, une excentricité de 0,26 et une inclinaison de 4,2° par rapport à l'écliptique.

## Compléments